# Pescoço pelado

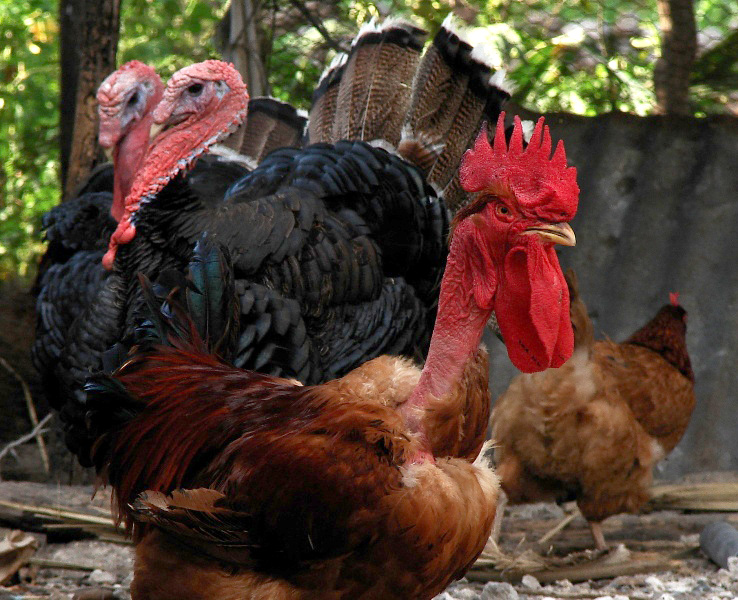
Um galo de pescoço pelado com um peru doméstico em segundo plano

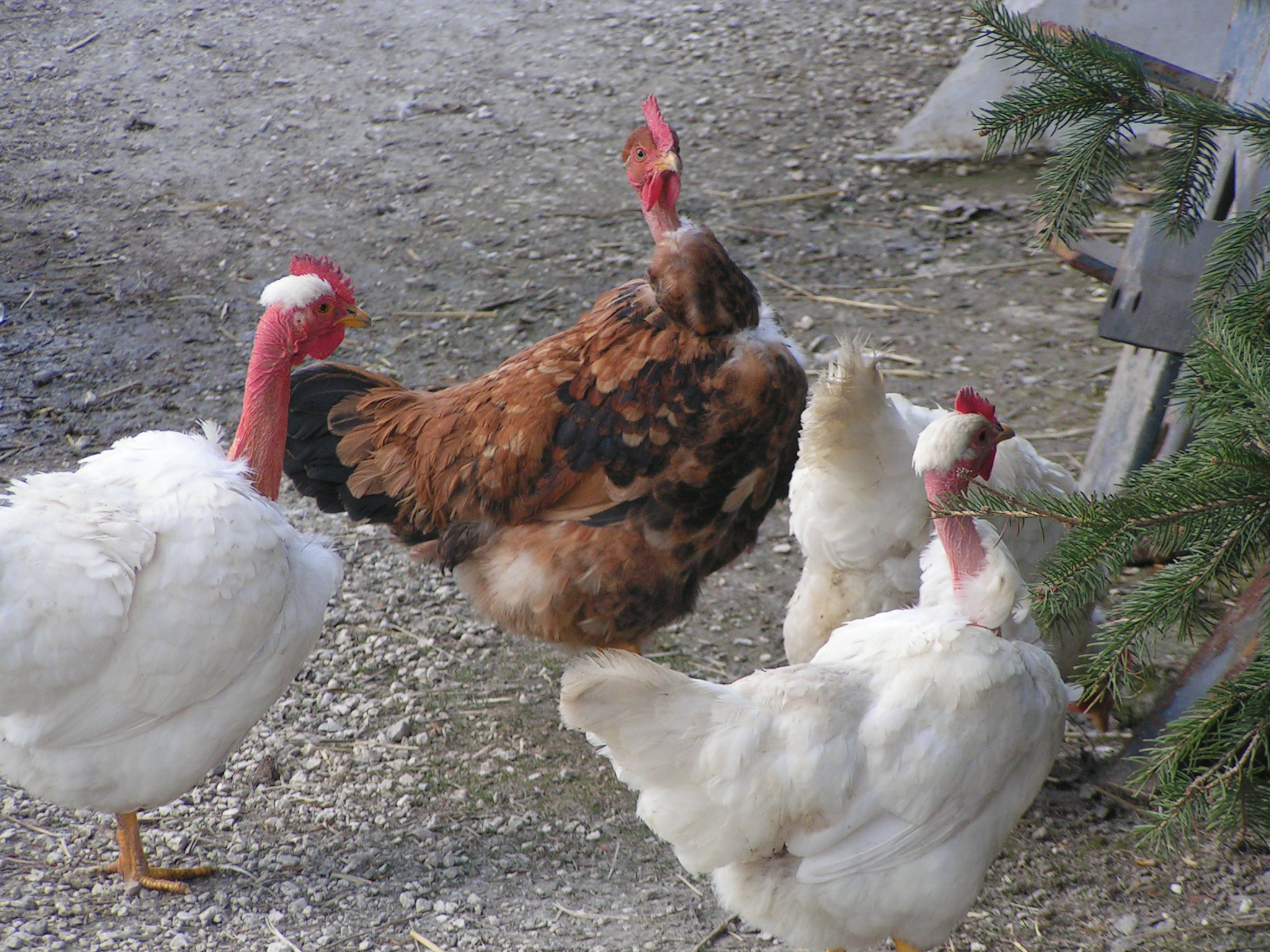
Galinhas de pescoço pelado francês na Itália

Pescoço pelado ou pescoço nu é uma raça de galinha que é naturalmente desprovida de penas no pescoço. A raça também é chamada de pescoço pelado da Transilvânia, bem como Turken. Natural da Europa Central, se originou na Hungria e foi amplamente desenvolvida na Alemanha. O nome "Turken" surgiu da ideia equivocada de que a ave era um híbrido de um frango e do peru doméstico. As aves de pescoços nus são bastante comuns na Europa atual, mas são raras na América do Norte. O traço de um pescoço nu é um dominante controlado por um gene e é bastante fácil de introduzir em outras raças.
Existem outras raças de frango de pescoço pelado, como o pescoço pelado francês ou Label Rouge (tal como é conhecida no Brasil), que é muitas vezes confundido com o da Transilvânia. Esta espécie foi desenvolvida na França na década de 1980, para substituir o faisão com objetivo de evitar sua caça; logo sendo introduzida no Brasil onde é também conhecida como polaca, e rapidamente se popularizando no país devido as suas características rústicas e versáteis.

## Características
Apesar de sua aparência altamente incomum, a raça não é particularmente conhecida como ave de exposição. Eles põe um número considerável de ovos castanhos claro, e são considerados desejáveis para produção de carne. Elas são forrageiras e imunes a muitas doenças. A raça também é resistente ao frio, apesar de sua falta de penas. Esta raça tem aproximadamente metade da quantidade de penas de outras aves, tornando-a resistente ao clima quente e mais fácil de depenar.
Variedades de cores reconhecidas são: preto, branco, cuco, lustre, vermelho e azul no Reino Unido e preto, branco, lustre, e vermelho no Estados Unidos.  

## Ligações Externas
- Emape: Frango de Pescoço Pelado
- Label Rouge